# BR-364
A BR-364, oficialmente denominada Rodovia Presidente Juscelino Kubitschek de Oliveira , é uma rodovia diagonal do Brasil que se inicia em Cordeirópolis-SP, no km 153 da SP-330 adentrando no inicio da SP-310 até o km 292, onde entra na SP-326 indo até a divisa com Minas Gerais, depois passa por Goiás, Mato Grosso, Rondônia e Acre, acabando em Mâncio Lima, no extremo oeste deste último estado, sendo assim uma rodovia de fundamental importância para o escoamento da produção das regiões Norte e Centro-Oeste do país.
É uma das principais rodovias do interior do Brasil juntamente com a BR-158 e BR-163.

## História

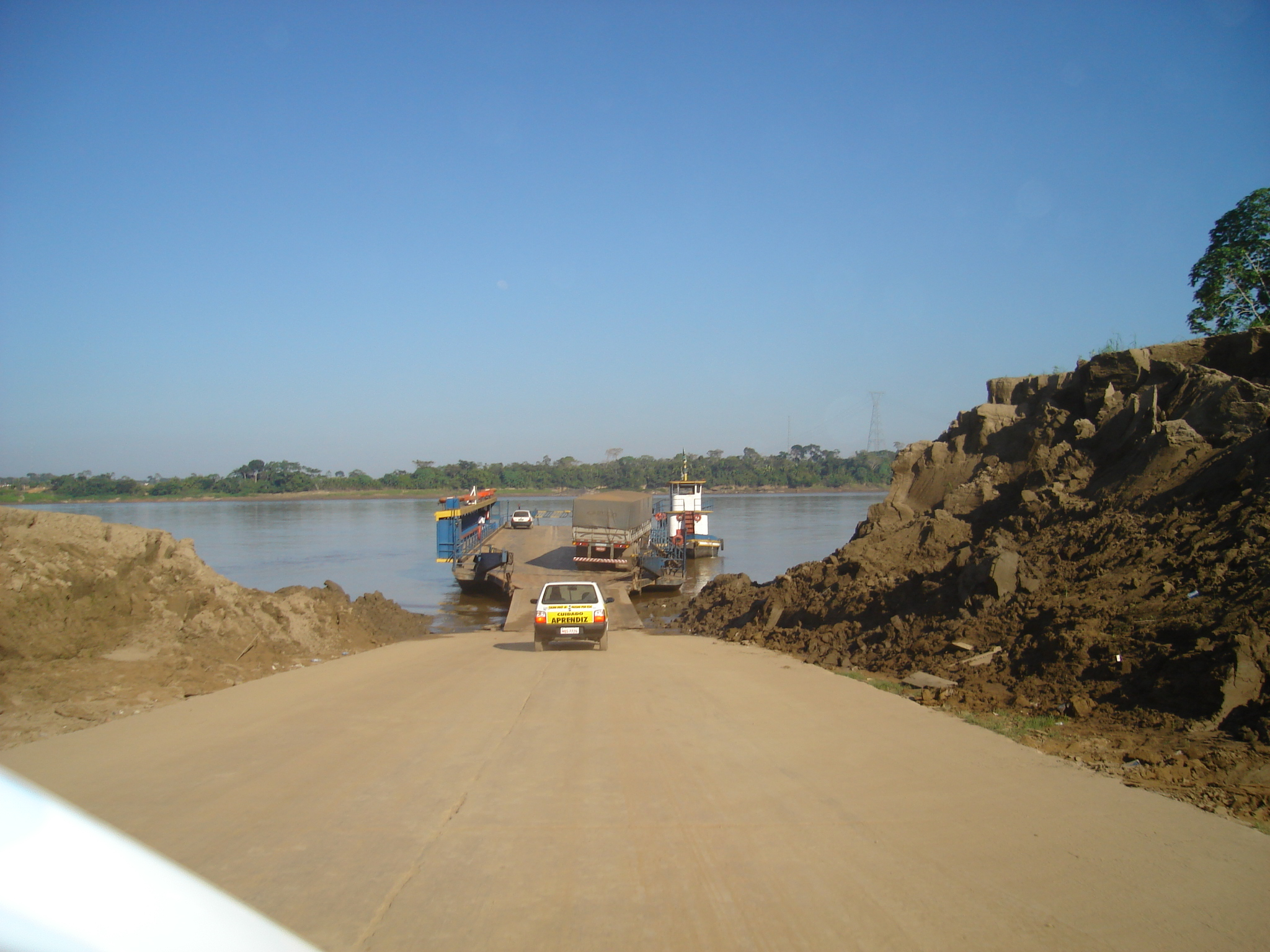
Havia uma balsa para atravessar o Rio Madeira na BR-364, em Rondônia.

Antes da construção da BR-364, só se chegava a Porto Velho de ferrovia pela Estrada de Ferro Madeira-Mamoré a partir de Guajará-Mirim, de balsa a partir de Manaus ou de avião. O transporte rodoviário era inexistente.
Em 2 de fevereiro de 1960, em meio a uma reunião com os governadores dos estados do norte, o Presidente Juscelino Kubitschek decidiu construir a então BR-364 ligando Cuiabá a Porto Velho e Rio Branco, abrindo o oeste brasileiro, trecho que só foi asfaltado em 1983.
O trecho da BR-364 dentro de São Paulo, é uma autoestrada que é a Rodovia Washington Luís (SP-310), indo até o km 293 km, onde adentra pela Rodovia Brigadeiro Faria Lima (SP-326) até a divisa com Minas Gerais, sendo que os últimos 63 km dessa rodovia, ainda não foram duplicados.
Atualmente a BR-364 está asfaltada no Estado do Acre até o município de Manoel Urbano, distante 244 quilômetros de Rio Branco. A maior e mais complicada parte está asfaltada em parte, que é o trecho entre Manoel Urbano e Feijó (aproximadamente 100 quilômetros), já liberado para tráfego permanente. Em contrapartida, de Feijó até Cruzeiro do Sul, já existe pavimentação asfáltica. A conclusão desta BR e a consequente interligação rodoviária dos municípios do extremo oeste do Estado do Acre com o restante do país envolve vários fatores, que vão desde aos questões climáticas, haja vista que as obras só podem iniciar com a chegada do verão amazônico (que compreende os meses de julho ao fim de outubro) além de questões socioambientais, tendo em vista que a referida BR passa por parques ambientais e terras indígenas. Verificamos que no Estado do Acre, essa Rodovia corta os município de Rio Branco, Bujari, Sena Madureira, Manoel Urbano, Feijó, Tarauacá, Rodrigues Alves, Mancio Lima e por fim, Cruzeiro do Sul.

## Descrição de trechos
A BR-364 atravessa importantes municípios paulistas, entrando em São Paulo na divisa com o Triângulo Mineiro, na cidade de Colômbia, Barretos, Colina, Bebedouro, Jaboticabal, Guariba, Santa Ernestina, Dobrada, Matão (até aqui na SP-326 e entra na SP-310), em Matão, Araraquara, Ibaté, São Carlos, Itirapina, Corumbataí, Rio Claro (continuando na SP-310 e terminando na SP-330/BR-050 em Cordeirópolis na região de Limeira) em São Paulo.
Os trechos da BR/MT-364, do km 1.258,6 até a divisa de Mato Grosso com Rondônia, e o trecho da divisa até o km 13,2 da BR/RO-364 coincidem com a BR-174.
Os trechos da BR 364 GO/MT inicia-se em solo goiano no município de São Simão, passando por Jataí e Mineiros já no estado de Mato Grosso, inicia-se no município de Alto Araguaia, Rondonópolis e a capital Cuiabá. Estende-se ainda pelo estado até adentrar no território de Rondônia.  
O trecho da BR/RO, do km 13,2 até o km 27,6 coincide com a BR-435, do km 305,3 até o km 346,3 coincide com a BR-429 e do km 910,8 até o km 929,3 coincide com a BR-425.
O trecho da rodovia BR-364 entre a cidade de Candeias do Jamari e o campus da Universidade Federal de Rondônia, no Município de Porto Velho, passa a ser denominado Rodovia Chiquilito Erse, de acordo com lei federal nº 12.454 de 26 de julho de 2011 ( Vide a Lei no Wikisource.).
O trecho compreendido entre as cidades de Porto Velho e Rio Branco também e chamado de Rodovia Governador Edmundo Pinto conforme a lei federal n°11.676 de 19 de maio de 2008 ( Vide a Lei no Wikisource.).

## Efeitos da BR-364 sobre povos indígenas
Em 1980, como relatou o Jornal de Brasília, uma comissão especial de estudos formada por Dom Tomás Balduino, bispo de Goiás, Secretaria do Conselho Indigenista Missionário, Comissão Pró-Indio de Cuiabá, antropólogos e indigenistas reuniu-se para avaliar os males da construção da BR-364 (Cuiabá-Porto Velho) sobre indígenas Nambiquara do Vale do Guaporé. No final do encontro a comissão enviou uma carta ao Banco Mundial, entidade que está financiando a pavimentação da estrada.
Em 2009, o Mapa dos Conflitos envolvendo Injustiça Ambiental e Saúde da FioCruz detalhou os efeitos da obra para o povo Yawanawa, no localizado no município Tarauacá (AC). Segundo o Mapa, entre as atividades geradoras do conflito estão: hidrovias, rodovias, ferrovias, complexos/terminais portuários e aeroportos, minerodutos, oleodutos e gasodutos. Entre os impactos socioambientais estão: invasão/dano a área protegida ou unidade de conservação e danos à saúde, como doenças não transmissíveis ou crônicas, doenças transmissíveis, falta de atendimento médico]

### Consórcio da BR-364 em Rondônia
O projeto, denominado Rota Agro Norte, marcou a primeira concessão de uma rodovia federal na região Norte do país e prevê investimentos da ordem de R$ 10,23 bilhões ao longo dos 30 anos de contrato. Desse montante, R$ 6,35 bilhões correspondem a melhorias de infraestrutura e R$ 3,88 bilhões serão destinados a despesas operacionais. A empresa selecionada, 4UM Investimentos, já possui outras concessões rodoviárias,como a concessão da BR-381, em Minas Gerais
Entretanto, o Conselho Regional de Engenharia e Agronomia de Rondônia (CREA-RO) apresentou denúncia ao Ministério Público Federal (MPF) e ao Tribunal de Contas da União (TCU) solicitando o cancelamento do certame.
Segundo o CREA, o projeto inicial previa a duplicação integral da rodovia, mas a versão atual contempla apenas 114 quilômetros, concentrados principalmente no trecho entre Presidente Médici e Jaru. Segundo o órgão, o impacto da mudança é significativo, pois a concessionária irá instalar pedágios de Porto Velho a Vilhena, o que significa que a população terá que pagar ao longo dessa extensão, antes mesmo de iniciar a duplicação da BR.
A bancada federal de Rondônia também manifestou preocupação, solicitando ao Ministério dos Transportes a suspensão ou adiamento do leilão. Para os parlamentares, o valor do pedágio previsto poderá estar entre os mais elevados do país, sem a devida contrapartida em melhorias para os usuários.
Outro ponto de controvérsia envolve as comunidades indígenas afetadas pelo projeto. A Coordenação das Organizações Indígenas do Povo Cinta Larga e outras entidades acionaram a Justiça Federal denunciando supostas irregularidades no processo licitatório, especialmente a ausência de estudos ambientais prévios e a falta de consulta obrigatória aos povos tradicionais.
Segundo o líder indígena Gilmar Cinta Larga, os povos da região não foram consultados, fato que viola a convenção nº169 da Organização Indígena do Trabalho e que ignora os impactos sociais e ambientais que a obra terá nos povos indígenas..
Em protesto, grupos indígenas chegaram a bloquear temporariamente a BR-364 na região de Cacoal (RO), alertando para a possibilidade de bloqueios totais caso suas demandas não sejam atendidas. A Agência Nacional de Transportes Terrestres (ANTT) informou, em nota, que as comunidades indígenas serão ouvidas durante a fase de licenciamento ambiental, que antecede as obras a serem realizadas pela concessionária.
As ações judiciais movidas pelos povos Cinta Larga e Zoró, junto a organizações ambientais, destacam que a Rota Agro Norte está localizada em uma área de alto risco por atravessar zonas de influência de diversas terras indígenas. Um pedido de liminar para suspensão do leilão foi negado pela Justiça Federal, sob o argumento de que não haveria dano concreto e imediato, uma vez que o leilão é apenas uma das fases de um processo mais amplo.

## Duplicação da rodovia

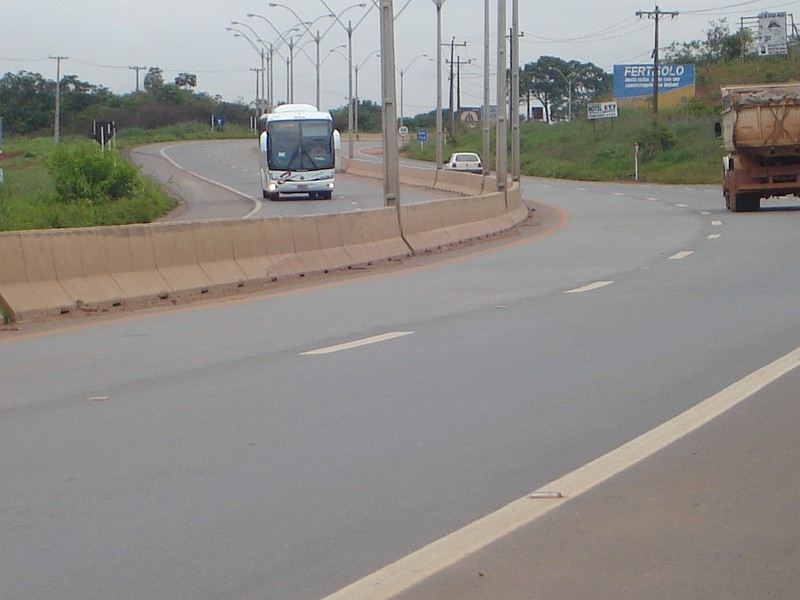
Trecho duplicado da BR-364, próximo a Porto Velho

O Ministério dos Transportes investiu, em 2004, na duplicação da BR-364, entre Candeias do Jamari a Campus da Universidade Federal de Rondônia, aproximadamente 30 quilômetros. Também incluem, no projeto, a nova ponte sobre o Rio Candeias do Jamari, quem sai da capital de Rondônia para interior, as passarelas e a rotatória da BR com a rua Jatuarana, além de um viaduto entre as BRs 364 e 319,no centro da cidade.
A Prefeitura de Ji-Paraná, junto ao governo federal, investiu nas obras da duplicação da ponte sobre o Rio Machado, e agora também em toda a travessia urbana do município.
No estado do Mato Grosso, o Governo Federal vem duplicando a BR 364 entre as cidades de Cuiabá e Rondonópolis, um trecho de 191 km. No final de 2018, foi inaugurada a duplicação no trecho entre as cidades de Cuiabá e Jaciara, de cerca de 100 quilômetros.  Em março de 2019, já havia 151 km duplicados.  Em agosto de 2021, a duplicação entre Cuiabá e Rondonópolis foi completamente concluída.

## Traçado da Rodovia

### Região Norte

#### Acre
Mâncio Lima
Cruzeiro do Sul
Tarauacá
Feijó
Manoel Urbano
Sena Madureira
Bujari
Rio Branco
Acrelândia

#### Amazonas
Lábrea

#### Rondônia
Porto Velho / Jací Paraná / Nova Mutum Paraná / Jirau / Abunã / Vista Alegre do Abunã / Extrema / São Luís
Candeias de Jamari
Itapuã do Oeste
Ariquemes
Jaru
Ouro Preto do Oeste
Ji-Paraná
Presidente Médici
Cacoal
Pimenta Bueno
Vilhena

## Ver também

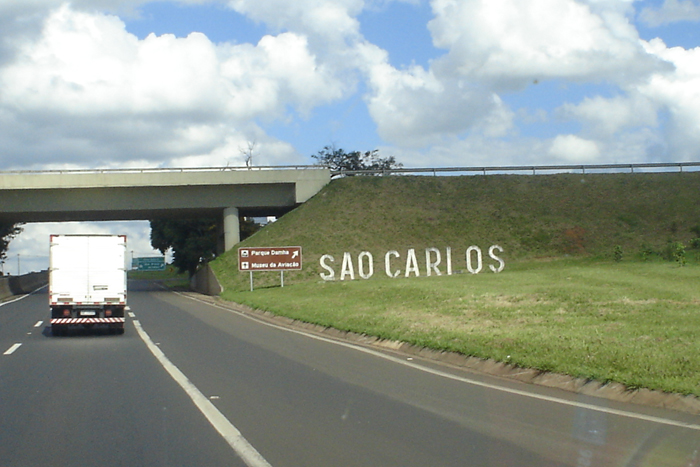
Rodovia Washington Luís (trecho da BR-364) na entrada da cidade de São Carlos, km 236 sentido sul, onde é uma autoestrada

### Região Centro-Oeste

#### Mato Grosso

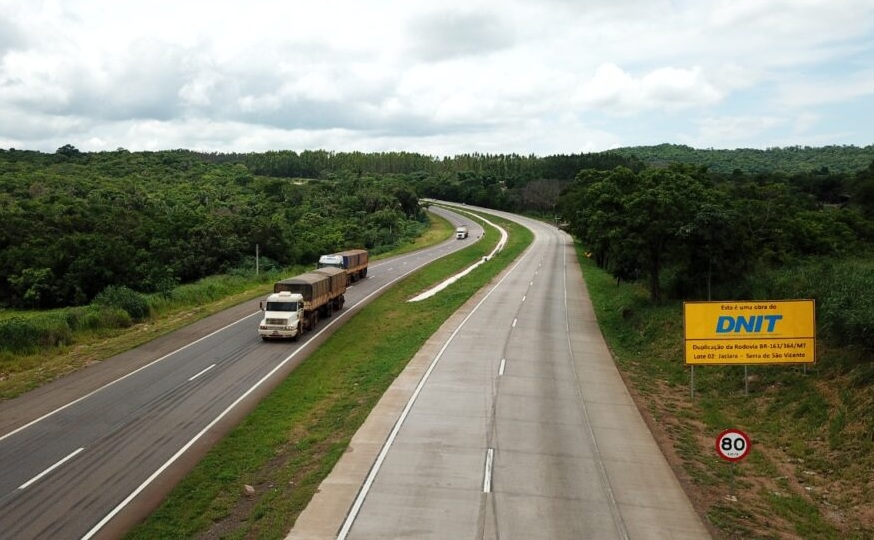
BR-163 / 364, trecho duplicado entre Cuiabá e Rondonópolis.

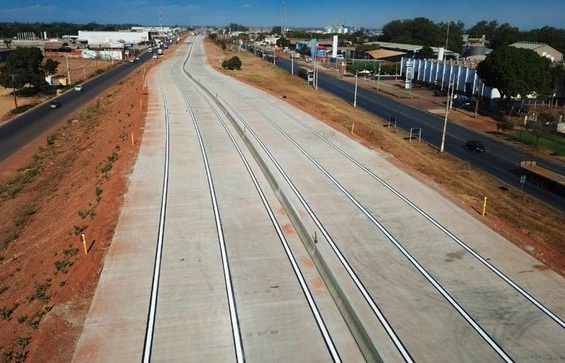
BR-163 / 364, trecho duplicado entre Cuiabá e Rondonópolis.

Comodoro
Campos de Júlio
Sapezal
Brasnorte
Nova Marilândia
Diamantino
Nobres
Campo Novo do Parecis
Rosário Oeste
Jangada
Acorizal
Várzea Grande
Cuiabá
Campo Verde
Jaciara
Juscimeira
Rondonópolis
Pedra Preta
Alto Garças
Alto Araguaia

#### Goiás
Santa Rita do Araguaia
Mineiros
Portelândia
Jataí
Aparecida do Rio Doce
Cachoeira Alta
Paranaiguara
São Simão

### Região Sudeste

#### Minas Gerais
- Santa Vitória
- Gurinhatã
- Campina Verde
- Itapagipe
- Comendador Gomes
- Frutal
- Planura

#### São Paulo
Tudo Autoestrada até Barretos
- Colômbia
- Barretos
- Colina
- Bebedouro
- Taquaral
- Taiúva
- Jaboticabal
- Santa Ernestina
- Dobrada
- Matão
- Araraquara
- Ibaté
- São Carlos
- Itirapina
- Corumbataí
- Rio Claro
- Santa Gertrudes
- Cordeirópolis